# Romanosoma oltenica
Romanosoma oltenica är en mångfotingart som beskrevs av Ceuca 1967. Romanosoma oltenica ingår i släktet Romanosoma och familjen Haaseidae. Inga underarter finns listade i Catalogue of Life.